# Trigonostemon reidioides
Trigonostemon reidioides là một loài thực vật có hoa trong họ Đại kích. Loài này được (Kurz) Craib miêu tả khoa học đầu tiên năm 1911.